# Luminosità (astronomia)
In astronomia, la luminosità è la quantità di energia elettromagnetica emessa da una stella per unità di tempo, ovvero la sua potenza. Si misura pertanto in watt, in erg/secondo oppure in termini di luminosità solari.
La luminosità è detta assoluta o bolometrica (da bolometro). 

## Radiazione emessa
Tutte le stelle irradiano in un'ampia gamma di frequenze dello spettro elettromagnetico, dalle onde radio fino ai raggi gamma, di alta energia. Una stella che emette prevalentemente nella regione ultravioletta dello spettro produce una quantità totale di energia maggiore di una stella che emette principalmente nell'infrarosso a parità di dimensioni. In genere quando si parla di luminosità senza ulteriori specificazioni ci si riferisce alla potenza totale emessa da una stella, in tutto lo spettro.
In astronomia si parla di luminosità in una data banda spettrale (es. luminosità nel B, luminosità nel V, ecc.) quando si considera solo la potenza emessa in un certo intervallo fissato di frequenze, di solito corrispondente a quello selezionato da un dato filtro fotometrico.
La relazione tra frequenza ed energia è stata quantificata da Planck come
{\displaystyle E=h\nu }
dove {\displaystyle \nu } è la frequenza, {\displaystyle h} la costante di Planck ed {\displaystyle E} l'energia del fotone in joule (J).
In altre parole, a lunghezze d'onda minori (e quindi a frequenze più alte) corrispondono energie maggiori. 
Per esempio, una lunghezza d'onda {\displaystyle \lambda } di 10 metri appartiene alla regione radio dello spettro elettromagnetico, e corrisponde a una frequenza
{\displaystyle \nu ={c \over \lambda }={3\times 10^{8}{\text{ m/s}} \over 10{\text{ m}}}=30{\text{ MHz}}} (dove 1 MHz = 106 Hz)
dove {\displaystyle c} è la velocità della luce.
L'energia del fotone è
{\displaystyle E=h\nu =6,625\times 10^{-34}{\text{ J s}}\times 30{\text{ MHz}}=1,988\times 10^{-26}{\text{ J}}}.
Al contrario, la luce visibile ha lunghezze d'onda molto minori e frequenze molto più alte. Un fotone con lunghezza d'onda λ = 500×10−9 m (più o meno nel verde) ha un'energia E = 3,975×10−19 J, oltre un miliardo di volte maggiore rispetto all'energia di un fotone radio. Analogamente, un fotone di luce rossa (lunghezza d'onda λ = 700 nm) ha meno energia di un fotone di luce violetta (lunghezza d'onda λ = 400 nm).
La luminosità di una stella dipende sia dalla temperatura che dall'area superficiale. Ciò ha senso perché un ceppo ardente irraggia più energia di un fiammifero, sebbene entrambi abbiano la stessa temperatura. Allo stesso modo, una sbarra di ferro scaldata a 2000 °C emette più energia di quando è scaldata a soli 200 °C.
La luminosità è una grandezza fondamentale in astronomia e astrofisica. Molto di ciò che si sa sui corpi celesti si è appreso analizzando la loro luce. La ragione è che i processi fisici che avvengono nelle stelle vengono per la maggior parte registrati e trasmessi dalla luce.

## Calcolo della luminosità per simmetrie sferiche
Nella maggior parte dei casi, l'oggetto di studio è approssimabile ad una sfera. In questo caso, la luminosità può essere definita a partire dalla densità di flusso:
{\displaystyle S(\nu )={L(\nu ) \over 4\pi D^{2}}}
dove {\displaystyle \nu } è la frequenza, {\displaystyle L(\nu )} è la luminosità relativa alla frequenza {\displaystyle \nu } (detta luminosità monocromatica) e {\displaystyle D} è il raggio della sfera con cui si è approssimato il volume dell'oggetto.
Dunque, la luminosità monocromatica vale:
{\displaystyle L(\nu )=4\pi D^{2}S(\nu )}
Infine, la luminosità totale (o bolometrica) è ottenibile semplicemente integrando la luminosità monocromatica su tutte le frequenze:
{\displaystyle L=\int _{0}^{+\infty }4\pi D^{2}S(\nu )\ \mathrm {d} \nu }